# Mesangiumcel

Mesangiumcellen (paars gekleurd) zoals te zien in het intraglomerulaire en extraglomerulaire mesangium. Renal corpuscle: lichaampje van Malpighi.

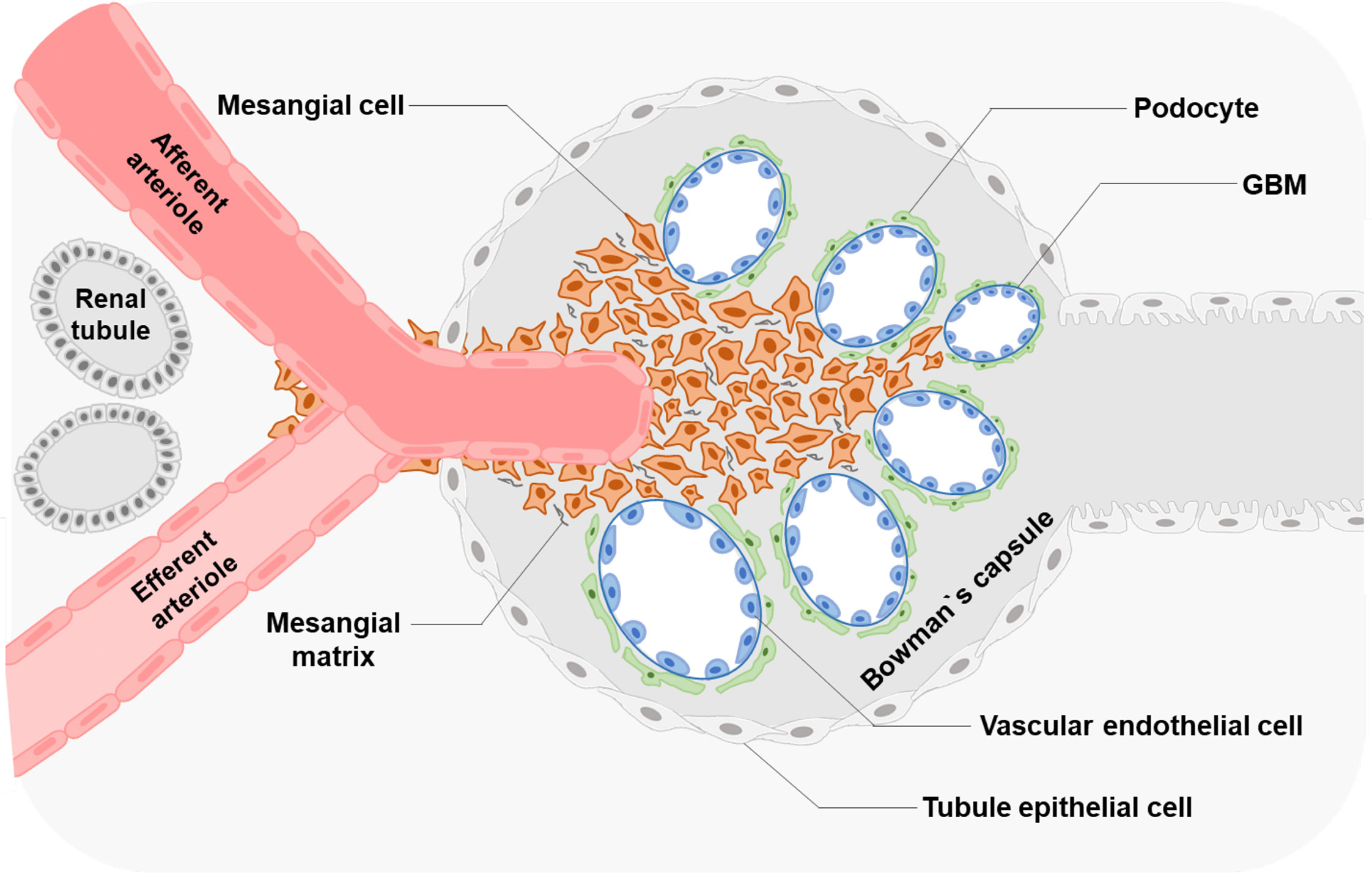
Glomerularstructuur en locatie van de mesangiumcellen. Mesangiumcellen en de mesangiummatrix vormen een steel die de meerdere capillaire lussen bij elkaar houdt en organiseert. GBM: [[glomerulaire basaalmembraan]. Het glomerulaire basaalmembraan van de nier is de basale lamina van de glomerulus en de basale lamina is een laag extracellulaire matrix die wordt afgescheiden door de epitheelcellen, waarop het epitheel rust.]]

Mesangiumcellen zijn gespecialiseerde cellen in de nier die het mesangium van de glomerulus vormen. Samen met de mesangiummatrix vormen ze de vasculaire pool van het lichaampje van Malpighi.  Aan de vasculaire pool komen de afferente en efferente arteriolen de glomerulus binnen en verlaten deze in het kapsel van Bowman.
Het mesangium is een ruimte die in verbinding staat met de gladde spieren van de arteriolen. Het bevindt zich buiten het capillaire lumen, maar is omgeven door haarvaten. Het bevindt zich in het midden (meso) tussen de haarvaten (angis). Het wordt omsloten door het glomerulaire basaalmembraan, dat zowel de haarvaten als het mesangium omgeeft.
De mesangiumcelpopulatie is goed voor ongeveer 30-40% van de totale cellen in de glomerulus. Mesangiumcellen kunnen worden ingedeeld in extraglomerulaire mesangiumcellen of intraglomerulaire mesangiumcellen, gebaseerd op hun relatieve locatie ten opzichte van de glomerulus. De extraglomerulaire mesangiumcellen bevinden zich tussen de afferente en efferente arteriolen richting de vasculaire pool van de glomerulus. De extraglomerulaire mesangiumcellen grenzen aan de intraglomerulaire mesangium cellen die zich in de glomerulus en tussen de haarvaten bevinden. De primaire functie van mesangiumcellen is het verwijderen van achtergebleven residuen en samengeklonterd eiwit uit het glomerulaire basaalmembraan, waardoor het filter vrij blijft van vuil. Er is aangetoond dat de samentrekkende eigenschappen van mesangiumcellen geen significante invloed hebben op de filtratiedruk van de glomerulus.

## Structuur
Mesangiumcellen hebben onregelmatige vormen met afgeplatte cilinderachtige cellichamen en uitlopers aan beide uiteinden die actine, myosine en actinine bevatten, waardoor mesangiumcellen samentrekkende eigenschappen hebben. De verankeringsfilamenten van mesangiumcellen aan het glomerulaire basaal membraan kunnen de capillaire stroming veranderen door het glomerulaire ultrafiltratieoppervlak te veranderen. Extraglomerulaire mesangiumcellen staan in nauwe verbinding met afferente en efferente arteriolaire cellen via gap junctions, wat intercellulaire communicatie mogelijk maakt. Mesangiumcellen worden gescheiden door intercellulaire ruimtes die een extracellulaire matrix bevatten, de mesangiummatrix genaamd, die door de mesangiumcellen wordt geproduceerd. De mesangiummatrix biedt structurele ondersteuning aan het mesangium. De mesangiummatrix bestaat uit glomerulaire matrixproteïnen zoals collageen IV (α1- en α2-ketens), collageen V, collageen VI, laminine A (LAMA), B1 (LAMB1), B2 (LAMB2), fibronectine en proteoglycanen.

## Ontwikkeling
Het is onduidelijk of de mesangiumcellen afkomstig zijn van mesenchym- of stromacellen. Er zijn echter aanwijzingen dat ze elders buiten de glomerulus ontstaan en vervolgens tijdens de ontwikkeling naar de glomerulus migreren. Menselijke foetale en zuigelingnieren gekleurd met alfa-gladde spieractine (α-SMA), een marker voor mesangiumcellen, toonden aan dat α-SMA-positieve mesenchymcellen naar de glomerulus migreren en in een later stadium in het mesangium te vinden zijn. Het is mogelijk dat ze dezelfde oorsprong delen als ondersteunende cellen zoals pericyten en vasculaire gladde spiercellen, of zelfs een type gespecialiseerde vasculaire gladde spiercel zijn.

## Functie

### Vorming van capillaire lussen tijdens de ontwikkeling
Tijdens de ontwikkeling zijn mesangiumcellen belangrijk bij de vorming van gekronkelde haarvaten, waardoor efficiënte diffusie kan plaatsvinden. Endotheel-voorlopercellen scheiden de Platelet Derived Growth Factor (PDGF)-B uit en mesangiumcellen hebben receptoren voor PDGF. Dit induceert mesangiumcellen om zich te hechten aan endotheelcellen, waardoor ontwikkelende bloedvaten lussen vormen, wat resulteert in gekronkelde haarvaten. Muizen zonder de groeifactor PDGF-B of PDGFRβ ontwikkelen geen mesangiumcellen. Wanneer mesangiumcellen afwezig zijn, wordt het bloedvat een enkel verwijd vat met een tot 100-voudige afname in oppervlakte.[8] De transcriptiefactor voor PDGFRβ, TbBX18, is cruciaal voor de ontwikkeling van mesangiumcellen. TBX18 is een T-boxtranscriptiefactor. Zonder TBX18 wordt de ontwikkeling van mesangiumcellen aangetast en resulteert in de vorming van verwijde lussen. Mesangiumcelvoorlopercellen zijn ook een doelwit van PDGF-B en kunnen door het signaal worden geselecteerd om zich vervolgens te ontwikkelen tot mesangiumcellen.

### Interacties met andere niercellen
Mesangiumcellen vormen een glomerulaire functionele eenheid met glomerulaire endotheelcellen en podocyten door interacties van moleculaire signaalroutes die essentieel zijn voor de vorming van de glomerulus. Mesangiumcellen dragen bij aan de filtratie door deel uit te maken van de glomerulaire capillaire structuur die vloeistoffen filtert om urine te produceren. Communicatie tussen mesangiumcellen en vasculaire gladde spiercellen via gap junctions helpt bij het reguleren van het proces van tubuloglomerulaire terugkoppeling en urineproductie. Schade aan mesangiumcellen door het Thy 1-1-antilichaam dat specifiek is voor mesangiumcellen, zorgt ervoor dat de vernauwing van arteriolen, gemedieerd door tubuloglomerulaire feedback, verloren gaat.

### Contracties reguleren de capillaire doorstroming
Mesangiumcellen kunnen samentrekken en ontspannen om de capillaire doorstroming te reguleren. Dit wordt gereguleerd door vasoactieve stoffen. Contractie van mesangiumcellen is afhankelijk van de permeabiliteit van het celmembraan voor calciumionen en ontspanning wordt gemedieerd door paracriene factoren, hormonen en cAMP. Als reactie op capillaire uitrekking kunnen mesangiumcellen reageren door verschillende groeifactoren te produceren: TGF-1, VEGF en bindweefselgroeifactor.

### Verwijdering van macromoleculen

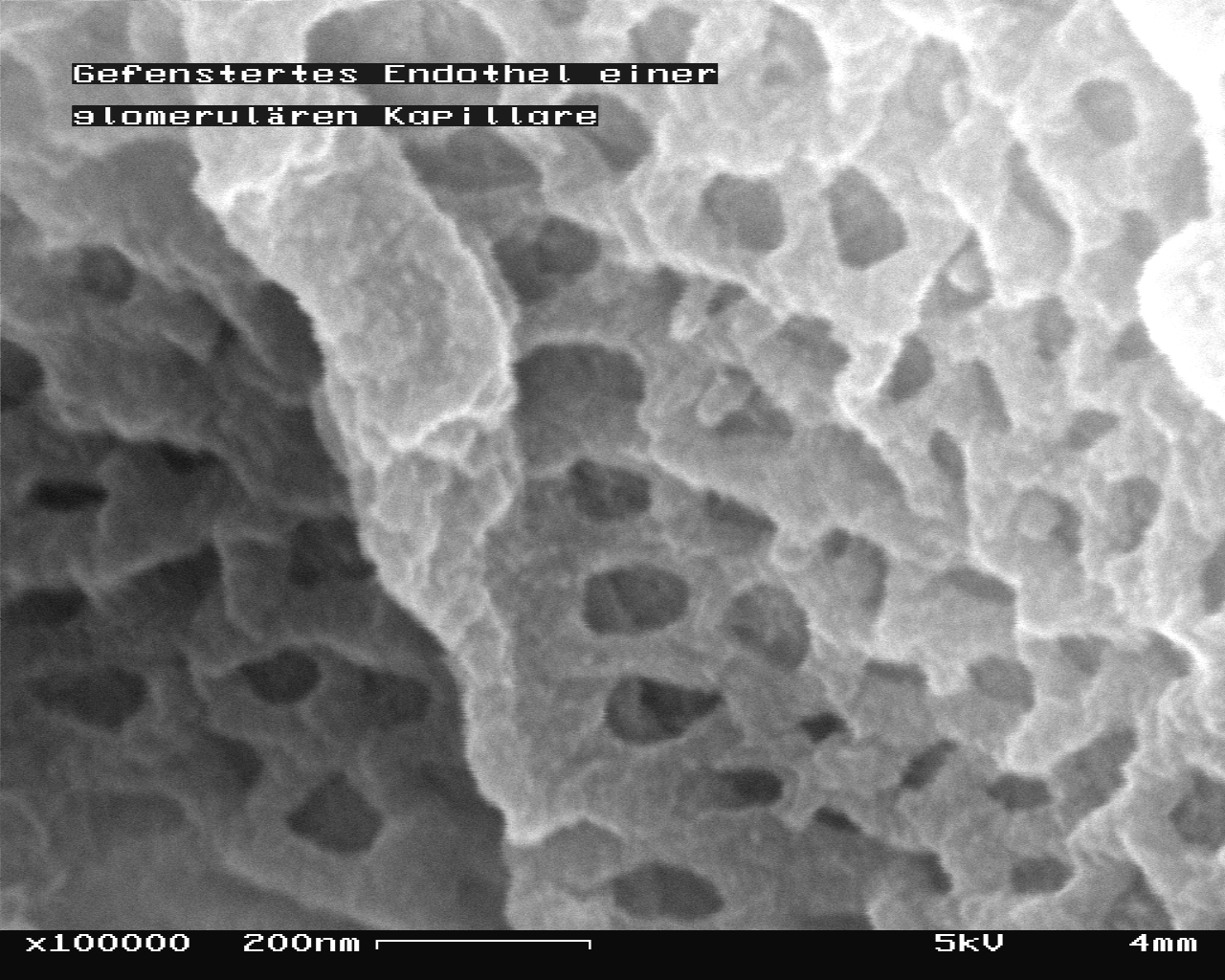
Endotheel met poriën (fenestrae) in glomerulus van de muis.

Het mesangium wordt blootgesteld aan macromoleculen uit het capillaire lumen, omdat ze alleen gescheiden worden door een endotheel met poriën zonder het glomerulaire basaalmembraan. Mesangiumcellen spelen een rol bij het beperken van de ophoping van macromoleculen in de mesangiumruimte door receptoronafhankelijke opnameprocessen van fagocytose, micro- en macro-pinocytose, of receptorafhankelijke processen, en vervolgens getransporteerd langs de mesangiumsteel. De grootte, lading, concentratie en affiniteit voor mesangiumcelreceptoren van het macromolecuul beïnvloeden hoe het macromolecuul wordt verwijderd. Triglyceriden kunnen pinocytose ondergaan en antilichaam-IgG-complexen kunnen leiden tot activering van adhesiemoleculen en chemokines door mesangiumcellen. Ze reguleren ook de glomerulusfiltratie.

## Klinische betekenis
De expansie van de mesangiummatrix is een kenmerk van diabetische nefropathie, hoewel er ook andere cellen bij betrokken zijn, waaronder podocyten en endotheelcellen. Mesangiumexpansie treedt op als gevolg van een verhoogde afzetting van extracellulaire matrixeiwitten, bijvoorbeeld fibronectine, in het mesangium. Accumulatie van extracellulaire matrixeiwitten vindt vervolgens plaats door onvoldoende afbraak door matrixmetalloproteasen.
Verhoogde bloedglucosespiegels resulteren in de activering van metabole routes, wat leidt tot verhoogde oxidatieve stress. Dit resulteert op zijn beurt in de overproductie en accumulatie van geavanceerde glycosyleringseindproducten, die verantwoordelijk zijn voor een verhoogd risico op het ontwikkelen van glomerulaire ziekten. Mesangiumcellen gekweekt op geavanceerde glycosyleringseindproducten-gemodificeerde matrixeiwitten vertonen een verhoogde productie van fibronectine en een afname van de proliferatie. Deze factoren leiden uiteindelijk tot verdikking van het glomerulaire basaalmembraan, expansie van de mesangiaummatrix en vervolgens glomerulosclerose en fibrose.
Mesangium-pathologieën kunnen zich ook ontwikkelen tijdens de vroege fase van diabetes. Glomerulaire hypertensie zorgt ervoor dat mesangiumcellen uitrekken, wat leidt tot geïnduceerde expressie van GLUT-1, wat leidt tot een verhoogde cellulaire glucosespiegel. De herhaling van de rek- en relaxatiecyclus van mesangiumcellen als gevolg van hypertensie verhoogt de proliferatie van mesangiumcellen en de productie van extracellulaire matrix, die zich vervolgens kan ophopen en kan leiden tot glomerulaire aandoeningen.